# 7 ноября
7 ноября — 311-й день года (312-й в високосные годы) по григорианскому календарю.
До конца года остаётся 54 дня.
До 15 октября 1582 года — 7 ноября по юлианскому календарю, с 15 октября 1582 года — 7 ноября по григорианскому календарю.
В XX и XXI веках соответствует 25 октября по юлианскому календарю.

## Праздники и памятные дни

### Национальные
- Беларусь — День Октябрьской революции[2].
- Кыргызстан — Дни истории и памяти предков[3][4].
- Тунис — День новой эры (обновления) (день Жасминовой революции).

### Религиозные
Католицизм
 —Память Руфа Мецского, святителя, епископа Меца (начало V века);
 — память Святой Карины Анкирской, мученицы (начало V века);
 — память Флорентия Страсбургского, святителя, епископа Страсбурга (618—624 годы);
 — память Виллиброрда Эхтернахского, святителя, миссионера, апостола фризов (739 год).
 Православие
 — Память праведной Тавифы Иоппийской (I век);
 — память мученика Анастасия Аквилейского (III век);
 — память мучеников Маркиана и Мартирия (около 355 года);
 — память преподобных Мартирия диакона и Мартирия затворника, Печерских, в Дальних пещерах (XIII—XIV века);
 — память преподобной Матроны (Власовой), исповедницы (1963 год).

### Именины
- Православные: Анастасий, Валериан, Валерий, Маркиан, Мартирий, Савин, Тавифа, Хрисанф (Хрисанфий)[9].

## События

### До XIX века
- 921 — Боннский договор между королями Карлом III Простоватым и Генрихом I Птицеловом, прекративший конфликт Западно-Франкского государства с Германским королевством.
- 1631 — Пьер Гассенди впервые провёл наблюдение прохождения Меркурия по диску Солнца, оно было научно предсказано Иоганном Кеплером[10].

### XIX век
- 1811 — сражение при Типпекану.
- 1889 — Карийская трагедия.
- 1891 — американец Уиткомб Лео Джадсон запатентовал первый известный прототип застёжки-молнии.

### XX век
- 1902 — в Туле, по инициативе местного врача Фёдора Архангельского, открылся первый в России вытрезвитель под названием «Приют для опьяневших»[11].
- 1913 — в Северной Америке на Великих Озёрах разразился сильнейший шторм вошедший в историю как «Великий»[англ.]; потерпели крушение 12 кораблей; погибло более 250 человек.
- 1916:
  - президентские выборы в США: демократ Вудро Вильсон переизбран на второй срок;
  - Джанет Рэнкин стала первой в истории женщиной, избранной в Конгресс США.
- 1917 — в России произошла Октябрьская революция.
- 1924 — в демонстрации на Красной площади в Москве приняли участие 10 первых изготовленных в СССР грузовых автомобилей АМО-Ф-15.
- 1928 — вступил в строй нефтепровод Грозный — Туапсе протяжённостью 618 километров.
- 1929:
  - в Нью-Йорке открыт Музей современного искусства;
  - в рамках деятельности ГОЭЛРО вступила в строй Сызранская ГЭС, первая станция гидроэнергетики Поволжья.
- 1931 — провозглашена Китайская Советская Республика.
- 1933 — Фьорелло Ла Гуардия избран мэром Нью-Йорка.
- 1940 — обрушение висячего Такомского моста из-за недоучёта ветровых нагрузок.
- 1941:
  - парад на Красной площади проведён во время Московской битвы;
  - ВВС нацистской Германии потопили близ Ялты санитарный теплоход «Армения» с 7 тысячами человек на борту.
- 1943 — в Кирове открыто регулярное троллейбусное движение.
- 1944:
  - Вторая мировая война: в Токио казнён Рихард Зорге;
  - Президентские выборы в США: демократ Франклин Рузвельт избран президентом 4-й раз подряд.
- 1949:
  - получена первая нефть на Нефтяных Камнях[12], старейшей в мире морской нефтяной платформе[13];
  - вступила в силу Конституция Коста-Рики.
- 1956 — Суэцкий кризис: Генеральная ассамблея ООН принимает резолюцию с призывом к Великобритании, Франции и Израилю немедленно вывести свои войска из Египта.
- 1966 — в СССР состоялся один из крупнейших военных парадов.
- 1972 — Президентские выборы в США: республиканец Ричард Никсон переизбран на второй срок.
- 1982 — военный переворот в Верхней Вольте
- 1987 — Жасминовая революция в Тунисе. Бен Али становится президентом.
- 1989:
  - Дуглас Уайлдер стал первым афроамериканцем, избранным губернатором штата США (Виргинии);
  - Дэвид Динкинс стал первым афроамериканцем, избранным мэром Нью-Йорка.
- 1990:
  - слесарь Александр Шмонов стрелял в Михаила Горбачёва на праздничной демонстрации;
  - Мэри Робинсон стала первой женщиной, избранной президентом Ирландии.
- 1991 — 32-летний Мэджик Джонсон заявил, что у него обнаружен ВИЧ, и он покидает НБА
- 1996 — НАСА запустило Mars Global Surveyor

### XXI век
- 2007 — массовое убийство в Йокела (Финляндия).
- 2012:
  - массовое убийство в Медведкове в Москве;
  - землетрясение в Гватемале магнитудой 7.4.
- 2017 — 100-летие Октябрьской революции.
- 2020 — президентские выборы в США: 77-летний демократ Джо Байден избран 46-м президентом США.

## Родились

### До XIX века
- 630 — Констант II (ум. 668), византийский император (641—668).
- 1598 — Франсиско де Сурбаран (ум. 1664), испанский художник.
- 1687 — Уильям Стьюкли (ум. 1765), британский антиквар, один из основоположников полевой археологии.
- 1706 — Карло Чечере (ум. 1761), итальянский композитор и музыкант.
- 1790 — Кароль Подчашинский (ум. 1860), литовский архитектор.

### XIX век
- 1810 — Ференц Эркель (ум. 1893), венгерский композитор, пианист, дирижёр.
- 1844 — Арсений Введенский (ум. 1909), русский литературный критик, библиограф, историк литературы.
- 1857 — Дмитрий Багалей (ум. 1932), украинский и советский историк, ректор Харьковского университета (1906—1911).
- 1867 — Мария Склодовская-Кюри (ум. 1934), французский физик и химик, дважды лауреат Нобелевской премии: по физике (1903) и по химии (1911).
- 1879 — Лев Троцкий (урожд. Лейба Бронштейн; убит в 1940), российский политик, революционер, деятель коммунистического движения.
- 1886:
  - Марк Алданов (наст. фамилия Ландау; ум. 1957), российский прозаик, публицист, философ и химик, эмигрант;
  - Арон Нимцович (ум. 1935), российский и датский шахматист, теоретик шахмат.
- 1888:
  - Нестор Махно (ум. 1934), украинский анархо-коммунист;
  - Чандрасекхара Венката Раман (ум. 1970), индийский физик, лауреат Нобелевской премии (1930).
- 1889 — Михаил Трояновский (ум. 1964), актёр театра и кино, заслуженный артист РСФСР.
- 1891 — Дмитрий Фурманов (ум. 1926), русский советский писатель, революционер.
- 1899 — Дмитрий Покрасс (ум. 1978), композитор, дирижёр и пианист, народный артист СССР.

### XX век
- 1901 — Рина Зелёная (ум. 1991), актриса театра и кино, артистка эстрады, народная артистка РСФСР.
- 1903:
  - Ари Баррозу (ум. 1964), бразильский композитор, пианист, футбольный комментатор, радио- и телеведущий;
  - Александр Бродский (ум. 1984), советский фотохудожник, фотокорреспондент и журналист, отец Иосифа Бродского;
  - Дин Джаггер (ум. 1991), американский актёр, лауреат премии «Оскар»;
  - Георгий Милляр (ум. 1993), актёр театра и кино, народный артист РСФСР.
- 1907 — Владимир Кенигсон (ум. 1986), актёр театра и кино, народный артист СССР.
- 1908 — Митар Бакич (ум. 1960), югославский военный и политический деятель, Народный герой Югославии.
- 1911 — Михаил Янгель (ум. 1971), советский учёный, академик, конструктор ракетно-космических комплексов, дважды Герой Социалистического Труда.
- 1913:
  - Альбер Камю (ум. 1960), французский писатель, лауреат Нобелевской премии по литературе (1957);
  - Михаил Соломенцев (ум. 2008), советский политический деятель, член Политбюро (1983—1988), председатель Совета министров РСФСР (1971—1983).
- 1914 — Анастасия Георгиевская (ум. 1990), актриса театра и кино, народная артистка СССР.
- 1916 — Антонина Максимова (ум. 1986), актриса театра и кино, заслуженная артистка РСФСР.
- 1917:
  - Иосиф Боярский (ум. 2008), советский организатор кинопроизводства, мультипликатор;
  - Лев Кербель (ум. 2003), советский и российский скульптор, педагог, вице-президент АХ СССР и РАХ (1988—2003);
  - Пётр Чернов (ум. 1988), актёр театра и кино, народный артист РСФСР.
- 1927 — Хироси Ямаути (ум. 2013), японский бизнесмен, президент компании Nintendo.
- 1929:
  - Ричард Викторов (ум. 1983), советский кинорежиссёр и сценарист;
  - Эрик Кандел, американский психиатр, биохимик, лауреат Нобелевской премии по физиологии и медицине (2000).
- 1930 — Грег Белл (ум. 2025), американский легкоатлет (прыжок в длину), олимпийский чемпион (1956).
- 1933 — Эрнесто Гомес Крус (ум. 2024), мексиканский актёр золотого века мексиканского кино.
- 1939 — Аслан Джаримов, советский и российский государственный и политический деятель. Первый Президент Республики Адыгеи (1992—2002).
- 1943 — Борис Громов, советский и российский военный и политический деятель, генерал-полковник, Герой Советского Союза.
- 1944 — Луиджи Рива (ум. 2024), итальянский футболист, чемпион Европы (1968).
- 1948 — Иван Ярыгин (погиб в 1997), советский борец вольного стиля, чемпион мира и Европы, двукратный олимпийский чемпион (1972, 1976).
- 1958 — Дмитрий Козак, российский государственный и политический деятель, заместитель руководителя Администрации Президента РФ (с 2020).
- 1961 — Сергей Алейников, советский и белорусский футболист, вице-чемпион Европы (1988), обладатель Кубка УЕФА (1990).
- 1967:
  - Давид Гетта, французский диджей и продюсер;
  - Оксана Фандера, советская и российская актриса театра и кино.
- 1970 — Марк Россе, швейцарский теннисист, олимпийский чемпион (1992).
- 1973 — Мартин Палермо, аргентинский футболист и тренер.
- 1976 — Марк Филиппуссис, австралийский теннисист, экс-восьмая ракетка мира.
- 1978 — Рио Фердинанд, английский футболист.
- 1980 — Хервасио Деферр, испанский гимнаст, двукратный олимпийский чемпион.
- 1981 — Татьяна Арно (наст. фамилия Шешукова), российская телеведущая и журналистка.
- 1988 — Александр Долгополов, украинский теннисист, экс-13-я ракетка мира.
- 1989 — Надежда Толоконникова, российская политическая активистка.
- 1990 — Давид Де Хеа, испанский футбольный вратарь.

## Скончались

### До XIX века
- 1678 — Эразм Квеллин Младший (род. 1607), фламандский живописец и график.
- 1708 — Людольф Бакхёйзен (род. 1630), нидерландский художник-маринист.
- 1766 — Жан-Марк Натье (род. 1685), французский живописец.

### XIX век
- 1812 — Матвей Казаков (род. 1738), русский архитектор.
- 1823 — казнён Рафаэль Риего-и-Нуньес (род. 1784), испанский генерал, либеральный политик.
- 1862 — Бахадур Шах II (род. 1775), последний падишах Империи Великих Моголов (1837—1857).
- 1872 — Альфред Клебш (род. 1833), немецкий математик, один из основателей журнала «Mathematische Annalen».
- 1878 — Осип Ковалевский (род. 1801), польский и российский учёный-монголовед и буддолог.
- 1882 — Юлиус Гюбнер (род. 1806), немецкий художник, с 1871 г. директор Дрезденской картинной галереи.
- 1891 — Лиодор Пальмин (род. 1841), русский поэт и переводчик.
- 1896 — Алексей Боголюбов (род. 1824), русский художник-маринист.

### XX век
- 1913 — Альфред Уоллес (род. 1823), британский натуралист, путешественник, географ, биолог и антрополог.
- 1921 — Шалва Кикодзе (род. 1894), грузинский художник и театральный декоратор, представитель Парижской школы.
- 1924 — Ханс Тома (род. 1839), немецкий живописец и график.
- 1928 — Маттиа Баттистини (род. 1856), итальянский оперный певец (баритон), мастер бельканто.
- 1944 — казнён Рихард Зорге (род. 1895), советский разведчик, Герой Советского Союза.
- 1946 — Генри Лерман (род. 1886), американский киноактёр австрийского происхождения, режиссёр, сценарист.
- 1950 — Йозеф Хассид (род. 1923), польский скрипач еврейского происхождения.
- 1959 — Александр Веснин (род. 1883), русский советский архитектор и театральный художник.
- 1962 — Элеонора Рузвельт (род. 1884), представитель США в ООН, жена Ф. Рузвельта.
- 1965 — Николай Мельницкий (рм. 1887), российский спортсмен, серебряный призёр Олимпийских игр 1912 г. по стрельбе из пистолета.
- 1966 — Сутан Шарир (род. 1909), индонезийский политик, социалист, первый премьер-министр Индонезии.
- 1980 — Стив Маккуин (род. 1930), американский киноактёр.
- 1989 — князь Сергей Голицын (род. 1909), русский советский писатель, мемуарист, инженер-топограф, военный строитель.
- 1990 — Лоуренс Джордж Даррелл (род. 1912), английский писатель и поэт, старший брат Джеральда Даррелла.
- 1992 — Александр Дубчек (род. 1921), первый секретарь ЦК Компартии Чехословакии в 1968—1969.
- 1999 — Примо Небиоло (род. 1923), итальянский спортивный деятель, президент Международной легкоатлетической федерации.

### XXI век
- 2000 — Борис Заходер (род. 1918), советский и российский детский писатель, поэт и переводчик.
- 2005:
  - Михаил Гаспаров (род. 1935), советский и российский литературовед и филолог, академик РАН;
  - Николай Трофимов (род. 1920), актёр театра и кино, народный артист СССР.
- 2009 — Алёна Бондарчук (род. 1962), советская и российская актриса театра и кино.
- 2011:
  - Георгий Мовсесян (род. 1945), советский и российский композитор, народный артист РФ;
  - Джо Фрейзер (род. 1944), американский боксёр-профессионал, олимпийский чемпион (1964).
- 2016 — Леонард Коэн (род. 1934), канадский писатель, певец и автор песен.
- 2018 — Оскар Рабин (род. 1928), российский и французский художник.
- 2022 — Сергей Кузнецов (род. 1964), советский и российский композитор, основатель группы "Ласковый май".
- 2023
  - Фрэнк Борман (р. 1928), американский лётчик-астронавт НАСА, инженер. Совершил два космических полёта. В качестве командира экипажа «Аполлона-8», совершившего первый пилотируемый облёт Луны.
  - Хит (настоящее имя Хироси Мориэ; р. 1968), японский музыкант и автор-исполнитель. Бас-гитарист метал-группы X Japan.